# إيه جي إم-158
إيه جي إم-158 (بالإنجليزية: AGM-158 JASSM)‏ هو صاروخ مواجهه مشتركة من الجو إلي الأرض (Joint Air-to-Surface Standoff Missile) من فئة صواريخ كروز، طور وانتج في الولايات المتحدة. شبه متخفي وطويل المدى، من فئة 2،000 رطل (910 كجم). بدأ تطوير الصاروخ في عام 1995م، ولكن عانى العديد من مشاكل أثناء اختباره، مما أخر إدخالها في الخدمة حتى عام 2009م.